# Kössi Kaatra

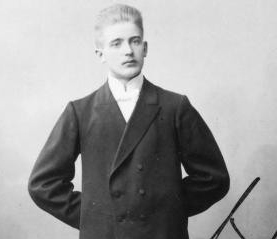
Kössi Kaatra år 1903.

Kössi Kaatra (hette till 1906 Gustaf Adolf Lindström), född 6 november 1882 i Lojo, död 15 november 1928 i Huddinge församling, var en finländsk journalist och författare.
Han blev tidigt faderlös, modern var fabriksarbeterska i Tammerfors. Som pojke arbetade han som tidningsbud, springpojke, uppassare och handelsbiträde. År 1899 blev han kontorist på en advokatfirma och började odla sitt intresse för diktning och arbetarrörelsen, för att så småningom få epitet som finska arbetarrörelsens "hovpoet" eller "Tammerfors Eino Leino". Särskilt publicerade han sina alster i Kansan Lehti. Under storstrejken 1905 läste han den "Röda deklarationen" för strejkande samt följde med en deputation till Helsingfors. Han invaldes i torparrörelsens centralkommitté. År 1906 flyttade han till Uleåborg, därefter till Teisko. 
År 1917 återfanns Kaatra åter i händelsernas centrum, enär han efter februarirevolutionen blev redaktionssekreterare på Kansan Lehti. Han lärde sig att klä känslorna som var i schvung före och under upproret 1918 i poetisk form. Vid sammanbrottet av Finlands folkkommissariat återfanns han i Uleåborg som redaktionssekreterare, men tog chansen att fly till Sverige. I Stockholm var Gustav Möller hans referens. Sedermera flyttade han till Huddinge.
År 1921 gifte han sig med Jenny Maria Soinio, en arbetarflicka från Mäntsälä. I Huddinge kom hans diktning att präglas av hämndlystnad. Men han skrev även om Gripsholm, Nordiska museet, Valdemar Atterdags brandskattning av Visby och Stockholms blodbad.